# 45-я гвардейская стрелковая дивизия
45-я гварде́йская стрелко́вая Красносе́льская о́рдена Ле́нина Краснознамённая диви́зия — воинское соединение Вооружённых Сил СССР в Великой Отечественной войне и после неё. Период боевых действий: с 16 октября 1942 года по 9 мая 1945 года.
Дивизия являлась преемницей образованной в 1934 году в городе Куйбышеве 70-й стрелковой дивизии, расквартированной под Ленинградом с 1936 года.
С 1941 года по 1944 год дивизия участвует в Битве за Ленинград, а позднее в Таллинской наступательной операции и в блокаде Курляндской группировки.
16 октября 1942 года 70-я ордена Ленина стрелковая дивизия преобразована в 45-ю гвардейскую стрелковую дивизию — первую гвардейскую дивизию на Ленинградском фронте.
С 30 апреля 1943 года вошла в состав вновь сформированного 30-го гвардейского стрелкового корпуса. Оставалась в составе корпуса до момента преобразования дивизии в 1997 году.
Директивой от 25 июня 1957 года переформирована в 45-ю гвардейскую мотострелковую дивизию.
1 декабря 1997 года в связи с реформированием Вооружённых сил России преобразована в 138-ю отдельную гвардейскую мотострелковую Красносельскую ордена Ленина, Краснознамённую бригаду.

## Боевой путь

### Прорыв блокады Ленинграда
В январе 1943 года в составе дивизий первого эшелона 67-й армии Ленинградского фронта участвовала в операции «Искра», вела наступление на правом фланге армии с Невского плацдарма. В первый день наступления — 12 января 1943 года, дивизия сумела овладеть только первой траншеей противника. В дальнейшие дни наступление дивизии успеха не имело и 20 января она выводится с плацдарма, передав свои позиции 340-му стрелковому полку 46-й стрелковой дивизии.

Ещё правее на «Невский Пятачок» наступала 45-я гвардейская стрелковая дивизия. Они даже на берег не вышли. Был открыт ураганный огонь и многие из них остались лежать на льду. И нам было видно, как они там лежали, лежали, лежали…. Запомнилось, что между солдатами в маскхалатах виднелись чёрные матросские бушлаты.— Из воспоминаний красноармейца Т.Р. Овсянниковой

### Красноборская операция
В начале февраля 1943 года дивизия была спешно пополнена и включена в состав 55-й армии, которой была поставлена задача нанести дополнительный удар с фланга из районов Ивановское и Рождествено в направлениях Мги и Тосно с целью окружения мгинско-синявинской группировки противника. 10 февраля 1943 года, после двухчасовой артподготовки, дивизия в составе ударной группировки 55-й армии начала наступление из района Колпино в направлении — Ульяновки. 11 февраля дивизия освободила Мишкино. Однако, противостоящие части 250-й испанской дивизии сумели закрепиться южнее Красного Бора и по берегу реки Ижоры и, оказывая ожесточённое сопротивление, продержаться до подхода подкреплений. Боевые группы 212-й и 215-й немецких дивизий, усилив оборону, сумели остановить наступление. 27 февраля наступление было прекращено. Несмотря на удачное начало наступления, основная задача операции выполнена не была.
1 апреля 1943 года вместе с 63-й гвардейской и 64-й гвардейской стрелковыми дивизиями вошла в состав 30-го гвардейского стрелкового корпуса (командир корпуса Н. П. Симоняк).

### Мгинская наступательная операция
В июле — августе 1943 года дивизия вместе с другими частями 67-й армии участвует в Мгинской наступательной операции. Совместно с 63-й гвардейской стрелковой дивизией атаковала позиции немецких 121-й и 23-й пехотных дивизий в районе Арбузово.. Дивизия частично взломала оборону противника, в результате боёв «овладела сильно укреплённым узлом сопротивления противника — треугольником железной дороги, нанеся противнику колоссальные потери в живой силе и технике», но развить первоначальный успех не сумела.

### Штурм Синявинских высот
С 15 по 21 сентября 1943 года в составе 30-го гвардейского стрелкового корпуса участвует в локальной боевой операции войск 67-й армии Ленинградского фронта и 8-й армии Волховского фронтов с целью овладения Синявинскими высотами. Операция началась с кратковременной мощной артподготовки в 10 часов утра 15 сентября 1943 года. Ведение наступательных действий осложнялось тем, что местность в районе проведения операции отличалась сильной заболоченностью почвы и образовавшимися на участках выемки торфа озёрами, глубиной порой до двух метров. Макисмальные потери были зафиксированы 16 сентября 1943 года. В ночь на 16 сентября из батальонных медицинских пунктов и головных отделений полевых медицинских пунктов дивизии вывезен 521 тяжелораненый и средней тяжести. В результате операции нанесён существенный урон противостоящим подразделениям 26-го армейского корпуса, захвачен мощный опорный пункт обороны врага — станция Синявино.

### Освобождение Ленинграда от блокады
В январе 1944 года в составе 42-й армии Ленинградского фронта участвовала в операции по полному освобождению Ленинграда от блокады. 12 января 1944 года по заранее разработанному плану дивизия выступила из района дислокации в районе Всеволожска по маршруту Орово, Хирвости, Заневка, совхоз Кудрово, Володарский мост. 13 января сосредоточилась в районе станции Сортировочная и Володарского моста. В период с 13 по 15 января подразделения дивизии сменили в районе Пулковских высот обороняющиеся части 189-й стрелковой дивизии на рубеже Кокколево — северо-восточнее Новые Сузи — севернее Редкое Кузьмино.
16 января 1944 года Приказом ВГК от 21.01.1944 № 08 дивизии присвоено почётное наименование Красносельской.
Для наступления на Нарву в составе корпуса передана из 42-й армии в состав 2-й ударной армии.
В феврале 1944 года форсировала реку Нарва, вышла к железной дороге в районе Аувере, ведёт бои на Нарвском плацдарме. Сменена на плацдарме частями 109-м стрелкового корпуса в начале марта 1944 года. В марте 1944 года участвует в боях с целью ликвидации Иваногородского плацдарма германской армии.
В этом же месяце дивизия в составе корпуса выведена в резерв фронта.
23 марта 1944 года дивизия награждена орденом Красного Знамени.

### Выборгская операция
В мае 1944 года скрытно переброшена из Ораниенбаума в Лисий Нос через Финский залив.
С 10 июня 1944 года в составе 21 армии участвует в генеральном наступлении. К вечеру 10 июня 1944 года вела бои на рубеже рубеже Кекколово и Майнила по Выборгскому шоссе, продвинувшись за день до 15 километров. После прорыва обороны противника, 15 июня выведена в резерв..
22 июня 1944 года приказом ВГК № 0172 129-му, 131-му и 134-му гвардейским стрелковым полкам и 96-му гвардейскому артиллерийскому полку, в числе сорока девяти соединений и частей Ленинградского фронта, отличившихся в боях при прорыве сильно укреплённой, развитой в глубину, долговременной обороны финнов и овладение городами Яппиля и Териоки 11 июня 1944 года, присвоено наименование «Ленинградских».
Участвует в наступлении, предпринятом 25 июня 1944 года районе деревни Тали (ныне — Пальцево). Ведёт наступательные бои в районе между озёрами Лейтимоярви (Малое Краснохолмское озеро) и Кярстилянярви (Краснохолмское озеро), в направлении на северо-запад.

### Нарвская операция
После перехода отдачи Ставкой директивы от 10 июля 1944 года о переходе войск к обороне дивизия в составе корпуса переброшена под Нарву и передана в состав 2-й ударной армии.

### Таллинская операция
В сентябре 1944 года входит в состав 2-й ударной армии, участвует во фронтовой наступательной операции войск левого крыла Ленинградского фронта. В период с 3 по 13 сентября 1944 в составе войск 2-й ударной армии переброшена с нарвского плацдарма в район Тарту, совершив 300-километровый переход. Дивизии была поставлена задача форсировать реку Эмайыги (Эмбах), прорвать передний край обороны противника на северном берегу реки в полосе (иск.) Саге, (иск.) Сясэкырва овладеть Табри, Таммисту и выйти на рубеж Карли (южная), Лийваланэ, в последующем овладеть Карли (северная), Вара (северная) и выйти на рубеж Вара, Сяритса; в дальнейшем, развивая наступление в общем направлении на Виртса, выйти на рубеж Роэла, Рохкузе. Для выполнения задачи дивизии были приданы 939-й самоходно-артиллерийский полк, 194-м миномётный полк, три миномётных полка 42-й миномётной бригады, лёгкий артиллерийский полк 65-й лёгкой артиллерийской бригады. Вместе с дивизией в первом эшелоне наступающих войск Эмайыги должны были форсировать на участке Кастре — Кокутая 7-я эстонская стрелковая дивизия, на участке Кавасту — Луунья 63-я гвардейская стрелковая дивизия.
17 сентября восточнее города Тарту в полосе Савакула — Сясэкырва (эст. Sääsekörva) под прикрытием дымовой завесы с крайне малыми потерями форсирует реку Эмайыги и прорывает укреплённую оборону противника на фронте 3,8 км. Ведёт стремительное наступление на север через Саасккюля (эст. Sääsküla), Пилка, опорный пункт противника Таммисту, в направлении Раквере, расчленяя оборону противника на отдельные очаги сопротивления и разгромив подразделения 2-го пехотного полка 11-й пехотной дивизии, 1-го Эстонского погранполка, 5-го Эстонского погранполка, 94-го охранного полка 207-й охранной дивизии. 18 сентября во взаимодействии с 249-й эстонской стрелковой дивизией ликвидировала сильный узел обороны противника у Сааре. В ходе наступления разгромлен штаб 207-й охранной дивизии. Действует на острие атаки 2-й ударной армии, не давая противнику закрепиться на подготовленных рубежах обороны. Сто семь километров пройдено за 4 дня боёв.

За день боя она уничтожила около полутора тысяч вражеских солдат и офицеров, захватила двадцать два миномёта,
десять бронетранспортёров, семнадцать складов с боеприпасами, имуществом и продовольствием. — Стрешинский М.П., Франтишев И.М. Генерал Симоняк. — Л: Лениздат, 1971. стр. 304
На 1 октября 1944 года в составе 30-го гвардейского стрелкового корпуса находится в резерве Ленинградского фронта.

### Курляндский котёл
С осени 1944 года по май 1945 года дивизия участвует в блокировании Курляндской группировки войск противника.
С 20 февраля 1945 года в составе 6-й гвардейской армии 2-го Прибалтийского фронта участвует в Приекульской операции — четвёртой попытке ликвидации Курляндской группировки (20 февраля-28 февраля 1945 года). Ведёт наступательные бои севернее Приекуле.

 В Курляндии было очень тяжело. Потому что вроде и конец войны, а грязь страшная. Лошадки по самое брюхо погружались в эту грязь. Я когда из госпиталя убежала и добиралась до своей дивизии, то смотрю — радист, рация за плечами, и он по этой грязи чуть ли не на четвереньках ползёт. Такое болото было страшное… В Курляндском котле немцы никак не хотели сдаваться, даже когда уже война кончилась, они на нас по лесам охотились. Так что пленных у нас даже в конце войны было мало.— воспоминания гвардии старшины Кочневой Александры Васильевны, командира пулемётного взвода 134 гвардейского Ленинградского стрелкового полка

## Послевоенная история

### Возвращение в Ленинград. Парад 8 июля 1945 года
Боевой путь дивизии завершился в Курляндии. После окончания Великой Отечественной войны дивизия занималась охраной пограничного района и прочёсыванием местности с целью поимки и пленения немецких солдат.
В начале июля в составе 30-го гвардейского стрелкового корпуса совершила длительный марш из-под Лиепаи через Псковскую область в Ленинград.
За несколько дней до намеченного на 8 июля 1945 года прибытия корпуса город готовился ко встрече, в газетах публиковались корреспонденции и очерки, посвящённые частям, находившимся на марше, улицы украшали флагами и транспарантами. Утром 8 июля дивизия торжественно входила в Ленинград через одну из трёх построенных к прибытию корпуса временных триумфальных арок — в Кировском районе. Ленинградцы встречали воинов хлебом-солью, цветами и подарками.
Дивизия прошла к Дворцовой площади, где приняла участие в торжественном митинге. Обращаясь к воинам дивизии, председатель Исполнительного комитета Городского Совета депутатов трудящихся П. С. Попков сказал:

«За разгром фашистских войск под Ленинградом, от всего населения нашего города передаю вам сердечное русское спасибо. Ленинградцы никогда не забудут ваших славных подвигов в Великой Отечественной войне!» — Непокорённый Ленинград. Краткий очерк истории города в период Великой Отечественной войны. Дзенискевич А. Р., Ковальчук В. М., Соболев Г. Л., Цамутали А. Н., Шишкин В.А.
Затем, под командованием командира корпуса Героя Советского Союза генерал-майора А. Ф. Щеглова и со штандартом Ленинградского фронта войска прошли торжественным маршем.
Летом 1945 года была дислоцирована на Карельском перешейке (Ленинградская область).
В послевоенное время дивизия преобразована в мотострелковую.
1 декабря 1997 года 45-я гвардейская мотострелковая дивизия преобразована в 138-ю гвардейскую отдельную мотострелковую бригаду.

## Состав
- 129-й гвардейский стрелковый полк
- 131-й гвардейский стрелковый полк
- 134-й гвардейский стрелковый полк
- 96-й гвардейский артиллерийский полк
- 50-отдельный гвардейский истребительно-противотанковый дивизион
- 382-й миномётный дивизион (до 29.10.1942)
- 57-й гвардейский пулемётный батальон (с 10.12.1942 по 7.6.1943)
- 43-я отдельная гвардейская разведывательная рота
- 49-й отдельный гвардейский сапёрный батальон
- 71-й отдельный гвардейский батальон связи (с 5.5.1943 по 14.11.1944 — 71-я отдельная гвардейская рота связи)
- 521-й (52-й) медико-санитарный батальон
- 47-я отдельная гвардейская рота химической защиты
- 605-я (48-я) автотранспортная рота
- 635-я (46-я) полевая хлебопекарня
- 638-й (51-й) дивизионный ветеринарный лазарет
- 121-я полевая почтовая станция
- 192-я полевая касса Госбанка[20]

- Управление (п. Каменка)
- 129-й гвардейский мотострелковый Ленинградский полк (п. Каменка)

31 Т-80, 103 БТР-70, 3 БМП-1, 1 БРМ-1К, 4 МТ-ЛБ, 2 2С1 «Гвоздика», 2 Д-30, 4 2С12, 12 9К57 «Ураган», 1 БМП-1КШ
- 131-й гвардейский мотострелковый Ленинградский Краснознамённый полк (п. Харитоново)

31 Т-80, 118 БТР-80, 3 БМП-1, 2 БРМ-1К, 12 2С1, 12 2Б16
- 134-й гвардейский мотострелковый Ленинградский полк (п. Каменка)

31 Т-80, 130 БМП-1, 2 БРМ-1К, 12 2С1, 12 2Б16, 5 БТР-50ПУМ
- 75-й гвардейский танковый Идрицкий Краснознамённый, орденов Суворова и Александра Невского полк имени 70-летия Великого октября (п. Каменка)

93 Т-80, 12 БМП-1, 2 БРМ-1К, 12 2С1, 1 ПРП-3, 3 1В18, 1 1В19
- 805-й гвардейский самоходный артиллерийский Ленинградский Краснознамённый полк (п. Каменка): 33 2С3, 12 9К51
- 1005-й зенитный ракетный полк (п. Каменка)
- 353-й отдельный ракетный дивизион (п. Каменка)
- 1525-й отдельный противотанковый артиллерийский дивизион
- 789-й отдельный разведывательный батальон (п. Харитоново)
- 49-й отдельный инженерно-сапёрный батальон (п. Харитоново)
- 159-й отдельный ремонтно-восстановительный батальон
- 71-й отдельный батальон связи (п. Каменка)
- 890-й отдельный батальон материального обеспечения

Всего на 19.11.1990 45-я гв. мсд располагала: 186 Т-80, 115 БТР-80, 109 БТР-70, 158 БМП-1, 14 БРМ-1К, 28 2С1, 33 2С3, 2 Д-30, 36 2Б16, 4 2С12, 12 9К51, 12 9К57.

## Вышестоящие воинские части
| Дата            | Фронт (округ)           | Армия                 | Корпус                             |
| --------------- | ----------------------- | --------------------- | ---------------------------------- |
| 01.11.1942 года | Ленинградский фронт     | 67-я армия            |                                    |
| 01.02.1943 года | Ленинградский фронт     | 55-я армия            |                                    |
| 01.03.1943 года | Ленинградский фронт     | 42-я армия            |                                    |
| 01.04.1943 года | Ленинградский фронт     | 55-я армия            |                                    |
| 01.05.1943 года | Ленинградский фронт     | 67-я армия            | 30-й гвардейский стрелковый корпус |
| 01.09.1943 года | Ленинградский фронт     |                       | 30-й гвардейский стрелковый корпус |
| 01.11.1943 года | Ленинградский фронт     | 2-я ударная армия     | 30-й гвардейский стрелковый корпус |
| 01.12.1943 года | Ленинградский фронт     | 42-я армия            | 30-й гвардейский стрелковый корпус |
| 01.02.1944 года | Ленинградский фронт     |                       | 30-й гвардейский стрелковый корпус |
| 01.04.1944 года | Ленинградский фронт     | 2-я ударная армия     | 30-й гвардейский стрелковый корпус |
| 01.06.1944 года | Ленинградский фронт     | 21-я армия            | 30-й гвардейский стрелковый корпус |
| 01.08.1944 года | Ленинградский фронт     |                       | 30-й гвардейский стрелковый корпус |
| 01.09.1944 года | Ленинградский фронт     | 2-я ударная армия     | 30-й гвардейский стрелковый корпус |
| 01.10.1944 года | Ленинградский фронт     |                       | 30-й гвардейский стрелковый корпус |
| 01.11.1944 года | Ленинградский фронт     | 8-я армия             | 30-й гвардейский стрелковый корпус |
| 01.03.1945 года | 2-й Прибалтийский фронт | 8-я армия             | 30-й гвардейский стрелковый корпус |
| 01.04.1945 года | Ленинградский фронт     | 6-я гвардейская армия | 30-й гвардейский стрелковый корпус |

## Награды и наименования
| Награда, почётное наименование         | Дата       | За что награждена |
| -------------------------------------- | ---------- | --- |
| Орден Ленина                           | 21.03.1940 | Орден унаследован от 70-й стрелковой дивизии 1-го формирования, награжденной указом Президиума Верховного Совета ССР от 21 марта 1940 года за образцовое выполнение боевых заданий командования на фронте борьбы с финской белогвардейщиной и проявленные при этом доблесть и мужество. |
| Гвардейская                            | 16.10.1942 | почётное звание присвоено приказом Народного комиссара обороны СССР за образцовой выполнение заданий командования в боях по обороне Ленинграда и проявленную личным составом мужество и героизм.                                                                                        |
| Почётное наименование «Красносельская» | 21.01.1944 | присвоено приказом Верховного Главнокомандующего № 08 от 21 января 1944 года за отличие в боях по освобождению города Красное Село |
| Орден Красного Знамени                 | 22.03.1944 | награждена указом Президиума Верховного Совета СССР от 22 марта 1944 года за образцовое выполнение боевых заданий командования на фронте борьбы с немецкими захватчиками (в ходе Ленинградско-Новгородской операции) и проявленные при этом доблесть и мужество.                        |
| имени А. А. Жданова                    | 22.10.1948 | присвоено постановлением Совета Министров СССР «Об увековечении памяти А. А. Жданова» № 3956 и за заслуги в годы Великой Отечественной войны, а также большие успехи в боевой и политической подготовке                                                                                 |

Награды частей дивизии:
- 129-й гвардейский стрелковый Ленинградский[25] полк
- 131-й гвардейский стрелковый Ленинградский[25] Краснознамённый полк
- 134-й гвардейский стрелковый Ленинградский[25] полк
- 96-й гвардейский артиллерийский Ленинградский[25] Краснознамённый полк

## Командование дивизии

### Командиры дивизии
- Краснов, Анатолий Андреевич (08.04.1942 — 13.02.1943), полковник, с 27.11.1942 генерал-майор.
- Путилов, Савелий Михайлович (16.02.1943 — 01.12.1944), полковник, с 20.12.1943 генерал-майор.
- Трусов, Иван Ильич (02.12.1944 — февраль 1946), генерал-майор
- Путилов, Савелий Михайлович (февраль 1946 — июль 1947), полковник, с 20.12.1943 генерал-майор[26].

…
- Мищенко, Андрей Авксентьевич (09.09.1947 — 15.06.1950), генерал-майор
- Соколов Василий Павлович, (15.06.1950 — 14.10.1952), генерал-майор
- Мошляк, Иван Никонович (14.10.1952 — 11.07.1958), полковник, с 3.08.1953 генерал-майор
- Батурин, Фёдор Павлович (11.07.1958 — 21.02.1964), полковник, с 22.02.1963 генерал-майор
- Григорьев, Владислав Авксентьевич (21.02.1964 — 14.06.1969), полковник, с 16.06.1965 генерал-майор
- Кожевников, Леонид Павлович (14.06.1969 — 2.07.1970), полковник
- Попов, Николай Иванович (2.07.1970 — 10.08.1973), полковник, с 15.12.1972 генерал-майор
- Патрикеев, Валерий Анисимович (10.08.1973 — 3.11.1975), полковник, с 25.04.1975 генерал-майор
- Копытин, Виктор Захарович (3.11.1975 — 13.07.1977), полковник

### Начальники штаба
- Миленин Михаил Степанович 16.10.1942 — 1944[27], майор, полковник

## Отличившиеся воины дивизии

### Герои Советского Союза
За период существования дивизии 4 военнослужащих стали Героями Советского Союза.
- Серым цветом в таблице выделены награждённые, погибшие или пропавшие без вести во время войн.

| Награда | Ф. И. О.                            | Должность                                                                               | Звание                    | Дата награждения | Примечания |
| ------- | ----------------------------------- | --------------------------------------------------------------------------------------- | ------------------------- | ---------------- | --- |
|         | Бойцов, Игорь Михайлович            | командир батареи 96-го гвардейского артиллерийского полка                               | гвардии старший лейтенант | 13.02.1944       | 19.12.1912 — 16.01.1944, погиб в ходе Красносельско-Ропшинской наступательной операции, звание присвоено посмертно. Похоронен в Санкт-Петербург на воинском кладбище «Высота Меридиан». В память о нём назван переулок в Санкт-Петербурге.                                                                                           |
|         | Волков, Александр Иванович          | командир взвода 131-го гвардейского стрелкового полка                                   | гвардии младший лейтенант | 05.10.1944       | 1916 — 15.01.1944, погиб в ходе Красносельско-Ропшинской наступательной операции, звание присвоено посмертно. Навечно зачислен в списки 131-го гвардейского Ленинградского Краснознамённый мотострелкового полка (ныне 708 гвардейский мотострелковый батальон). Похоронен в Санкт-Петербург на воинском кладбище «Высота Меридиан». |
|         | Шестаков, Константин Константинович | стрелок 129-го гвардейского стрелкового полка                                           | гвардии красноармеец      | 24.03.1945       | 23.04.1923 — 27.06.1944, погиб в ходе наступления на Выборгском направлении, звание присвоено посмертно. Навечно зачислен в списки 129-го гвардейского Ленинградского мотострелкового полка (ныне 697 гвардейский мотострелковый батальон).                                                                                          |
|         | Яшин, Георгий Филиппович            | Помощник командира взвода парторг стрелковой роты 134-го гвардейского стрелкового полка | гвардии старшина          | 21.07.1944       | 4 (17) апреля 1907 — 12.09.1957 |

### Полные кавалеры ордена Славы
| Награда | Фамилия Имя Отчество          | Дата Указа и номер ордена        | Дата Указа и номер ордена | Дата Указа и номер ордена | При представлении к награждению орденом Славы 1-й степени                                                        | При представлении к награждению орденом Славы 1-й степени | Годы жизни              | Примечания |
| Награда | Фамилия Имя Отчество          | 3 степень                        | 2 степень                 | 1 степень                 | Должность | Звание                                                    | Годы жизни              | Примечания |
| ------- | ----------------------------- | -------------------------------- | ------------------------- | ------------------------- | --- | --------------------------------------------------------- | ----------------------- | ---------- |
|         | Анцупов Артемий Тимофеевич    | 29.03.1944 № 120069              | 16.07.1944 № 201          | 29.06.1945 № 1302         | командир отделения 131-го гвардейского стрелкового полка                                                         | гвардии                                                   | 16.06.1912 — 15.05.1991 |            |
|         | Баранов Иван Павлович         | 17.06.1944 № 96802               | 06.07.1944 № 198          | 29.06.1945 № 389          | разведчик; помощник командира взвода разведки; командир взвода автоматчиков 129го гвардейского стрелкового полка | гвардии                                                   | 27.09.1918 — 14.12.2008 |            |
|         | Иванов Михаил Егорович        | 26.06.1944 02.07.1944 26.02.1945 | 06.05.1991 перенагражден  | 06.05.1991 перенагражден  | стрелок 129-го гвардейского стрелкового полка                                                                    | гвардии рядовой                                           | 05.12.1924 — 24.08.2003 |            |
|         | Лихобабин, Николай Степанович |                                  |                           | 29.06.1945                | командир пулемётного расчёта 131 гвардейского стрелкового полка                                                  | гвардии сержант                                           |                         |            |
|         | Яганов Николай Максимович     | 20.05.1944 № 96800               | 21.10.1944 № 3195         | 29.06.1945 № 29           | разведчик 129-го гвардейского стрелкового полка                                                                  | гвардии                                                   | 07.01.1920 —            |            |